# الدیا وال ماریا
الدیا وال ماریا (به اسپانیایی: Aldea Valle María) یک منطقهٔ مسکونی در آرژانتین است که در ایالت انتره ریوز واقع شده‌است.